# Parrot
Parrot é uma máquina virtual baseada em registradores desenvolvida pela comunidade da linguagem Perl. Os desenvolvedores do Parrot alegam que a principal vantagem desta entre as outras máquinas virtuais, baseadas em pilha, é que apresenta mais semelhanças com os processadores atuais.
Simon Cozens anunciou que Larry Wall e Guido van Rossum (autores do Perl e Python, respectivamente) unificaram seus esforços para criar o Parrot como uma linguagem em síntese de Perl e Python. Isso era, entretanto, uma brincadeira de primeiro de Abril. Este nome então foi adotado para um projeto com objetivo similar.
Assim como o Perl, o Parrot foi lançado com uma licença de software livre, distribuída sob os mesmos termos, licenciada pela GNU General Public License e pela licença artística.